# Winklers Verlag
Winklers Verlag Gebr. Grimm war ein 1902 gegründeter Fachverlag für Stenografie und Maschinenschreiben sowie für Berufsausbildung, der 1998 in die Westermann-Verlags Gruppe Braunschweig eingegliedert wurde.

## Geschichte

### Vor 1945
Winklers Verlag geht zurück auf den 1902 in Darmstadt gegründeten Selbstverlag des Kammerstenografen Michael Winkler (1878–1965), der 1898 die Stenographische Gesellschaft und später das Stenographische Institut gegründet hatte, um sein Unterrichtswerk in Gabelsberger'scher Stenografie einer breiten Öffentlichkeit zugänglich zu machen. Er förderte die Gründung mehrerer Vereine und die Einführung der Kurzschrift in den Schulen. Während des Ersten Weltkriegs übernahm der Deutsche Stenografenbund vorübergehend den Vertrieb. Nach 1918 benannte Winkler sein Institut in Stenografie-Verlag um, der 1923 von den Schreibwarenhändlern August Josef und Heinrich Grimm übernommen 1925 in Winklers Verlag Gebr. Grimm OHG umfirmiert wurde. August Grimm war schon als Schüler begeisterter Stenograf und nahm an Leistungsschreiben teil. Nach einer kaufmännischen Lehre machte er sich nach dem Ersten Weltkrieg 19-jährig mit einem Tabakgeschäft selbstständig, das er 1921 um eine Buchhandlung, eine Schreibwarenhandlung und eine Versandabteilung für stenografische Literatur erweiterte.
Die Gebrüder Grimm bauten den Verlag mit der Herausgabe von Lehr- und Lernmitteln zur Stenographie, Buchführung und Betriebswirtschaftslehre Zug um Zug aus und errichteten 1927 eine eigene Buchdruckerei mit Buchbinderei, ergänzt 1931 um eine Offsetabteilung. 1930 war Winklers Verlag mit 38 stenografischen Lehr- und Übungsbüchern, 84 Einzeltiteln der stenografischen Lesebibliothek, drei stenografischen Zeitungen und vier Handbüchern zum wichtigsten deutschen Kurzschrift-Verlag geworden. Die Lehrbücher Buchführung leicht gemacht und Betriebswirtschaftslehre erreichten die 130. bzw. 200. Auflage. In der NS-Zeit wurde der Betrieb als nationalsozialistischer Musterbetrieb ausgezeichnet und bekam 1940 die goldene Fahne der Deutschen Arbeitsfront und das Leistungsabzeichen für vorbildliche Förderung von „Kraft durch Freude“ verliehen. 1944 wurde das Verlagsgebäude in der Bismarckstraße durch einen Luftangriff völlig zerstört.

### Nach 1945
Am 1. Oktober 1945 wurde der Betrieb im teilweise instand gesetzten Gebäude in der Bismarckstraße wieder aufgenommen. Jedoch erst nach Aufhebung des Lizenzzwangs 1949 konnte der Verlag seinen Druckereibetrieb wieder aufnehmen und Winklers-Bücher auch über einen Versandhandel auf den Markt bringen. In den folgenden Jahren entwickelte sich das Unternehmen mit vielen hundert Titeln für die Fächer Volkswirtschaftslehre, Organisationslehre, Datenverarbeitung, Politik, Englisch, Wirtschaftsgeografie etc., die z. T. in Millionenhöhe aufgelegt wurden, zu einem der bedeutendsten Fachverlage für kaufmännische und gewerbliche Berufsausbildung. 1966 traten Augusts Söhne Heinrich und Walter in das in eine Kommanditgesellschaft umgewandelte Unternehmen ein, und 1973 kam Hans Rüdiger Grimm, der Sohn des verstorbenen Heinrich Grimm jun., hinzu. Das Sortiment wurde nun um die Gebiete Textverarbeitung und Unterrichtsmedien erweitert. 1977 umfasste das Verlagsprogramm 850 Titel von 263 Autoren. Erst im 85. Lebensjahr zog sich Seniorchef August Grimm, der für seine Leistungen das Bundesverdienstkreuz erhielt, aus dem Geschäft zurück, das nun sein Sohn Heinz Grimm (1939–2001) leitete. Nach der Wiedervereinigung stieg der Winklers Verlag zum größten kaufmännischen Schulbuchverlag mit über 1000 Titeln und mehr als 500 Autoren auf.
Bekannte Autoren sind beispielsweise
- Hartwig Heinemeier
- Manfred Deitermann
- Jürgen Hermsen
- Heinrich Heun
- Hans Jecht
- Ludwig Kruse
- Peter Limpke
- Siegfried Schmolke
- Peter Schneider
- Manfred Zindel

Dennoch auftretende wirtschaftliche Probleme führten zum Verkauf von Druckerei (1995) und Buchbinderei (1997).

### Ab 1998
Im November 1998 wurde Winklers Verlag in die Westermann Verlagsgruppe Braunschweig übernommen, die ihn 2004 als eine von fünf Marken in die neu gegründete Bildungshaus Schulbuchverlage Westermann Schroedel Diesterweg Schöningh Winklers GmbH eingliederte. Seit Ende 2017 wurde im Zuge der Einführung der „Dachmarken-Strategie“ der Abschied von den traditionellen Verlagsmarken der Westermann Verlagsgruppe im Bildungsmarkt eingeleitet: Neu erscheinende Titel und Produkte zeichnen sich durch ein einheitliches Corporate Design aus und tragen zusätzlich zur Verlagsmarke das Logo der Westermann Gruppe. Langfristig soll die Verlagsmarke Winklers komplett durch das Westermann-Logo abgelöst werden.